# Girton College (Cambridge)

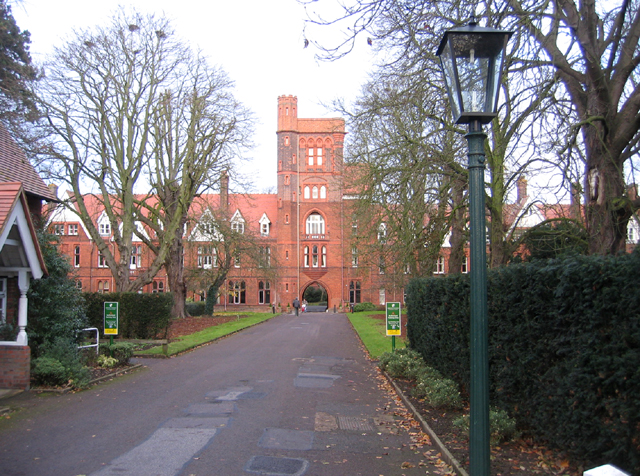
Girton College, Cambridge.

Girton College é uma das faculdades constituintes da Universidade de Cambridge, no Reino Unido. Estabelecida em 1869, foi a primeira faculdade para mulheres do país, tendo aderido ao sistema misto em 1977.